# Jakob Nufer
Jakob Nufer était un vétérinaire suisse qui, autour de 1500, aurait réalisé la première césarienne de l'histoire lors de laquelle la mère (sa femme) aurait survécu.
Sa femme aurait eu cinq autres enfants par la suite, y compris des jumeaux, et le bébé né par césarienne aurait prétendument vécu jusqu'à l'âge de 77 ans.
Cependant, la première référence à cet événement date de 1582 et de nombreux historiens doutent de sa validité.